# Quincy Adams Gillmore

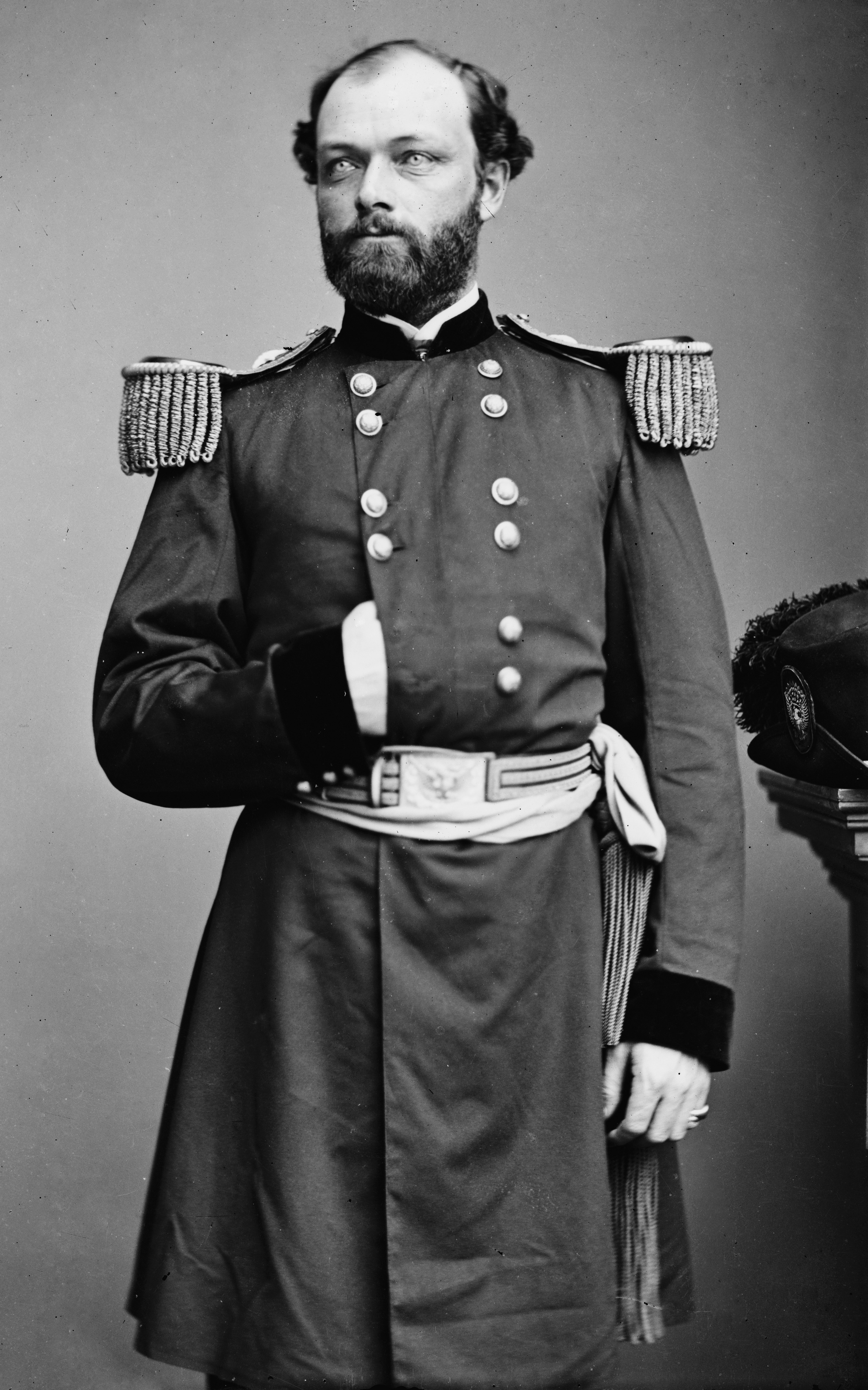
General Quincy Adams Gillmore

Quincy Adams Gillmore (25 de febrero de 1825 - 11 de abril de 1888) fue un ingeniero civil estadounidense, autor y general del Ejército de la Unión durante la guerra civil estadounidense. Se destacó por sus acciones en la victoria de la Unión en Fort Pulaski, donde su moderna artillería estriada golpeó fácilmente los muros exteriores de piedra del fuerte, una acción que esencialmente dejó obsoletas las fortificaciones de piedra. Se ganó una reputación internacional como organizador de operaciones de asedio y ayudó a revolucionar el uso de la artillería naval.

## Primeros años de vida y carrera
Gillmore nació y creció en Black River (ahora la ciudad de Lorain) en el condado de Lorain, Ohio. Fue nombrado en honor al presidente electo en el momento de su nacimiento, John Quincy Adams.
Ingresó en la Academia Militar de los Estados Unidos en West Point, Nueva York, en 1845. Se graduó en 1849, primero de una clase de 43 miembros. Fue nombrado ingeniero y ascendido a primer teniente en 1856. Desde 1849 hasta 1852, se dedicó a la construcción de las fortificaciones de Hampton Roads en la costa de Virginia. Durante los siguientes cuatro años, fue instructor de Ingeniería Militar Práctica en West Point y diseñó una nueva escuela de equitación.
A partir de 1856, Gillmore sirvió como agente de compras para el Ejército en la ciudad de Nueva York. Fue ascendido a capitán en 1861.

## Guerra Civil

### Servicio de ingeniería en la Costa Atlántica
Con el estallido de la Guerra Civil a principios de 1861, Gillmore fue asignado al personal del general de brigada Thomas W. Sherman y lo acompañó a Port Royal, Carolina del Sur. Después de ser nombrado general de brigada, Gillmore se hizo cargo de las operaciones de asedio contra Fort Pulaski. Un firme defensor de los relativamente nuevos cañones estriados navales, fue el primer oficial en usarlos efectivamente para derribar una fortificación de piedra enemiga. Más de 5.000 proyectiles de artillería cayeron sobre Pulaski desde un radio de 1.700 yardas durante el corto asedio, lo que provocó la rendición del fuerte después de que sus murallas fueran derribadas.
| El resultado de los esfuerzos por romper un fuerte de tal fuerza y a tal distancia confiere un alto honor a la habilidad de ingeniería y a la capacidad autosuficiente del General Gilmore. El fracaso de una tarea contraria a la opinión de los más hábiles ingenieros del ejército lo habría destruido. El éxito, que en este caso es totalmente atribuible a su talento, energía e independencia, merece una recompensa correspondiente. -New York Tribune—New York Tribune. |

Aunque era uno de los mejores artilleros e ingenieros del ejército, no era muy respetado por sus hombres.

### Servicio en Kentucky
Después de una asignación en la ciudad de Nueva York, Gillmore viajó a Lexington, Kentucky, donde supervisó la construcción de Fort Clay en la cima de una colina que domina la ciudad. Gillmore comandó una división en el Ejército de Kentucky y luego en el Distrito de Kentucky Central. Aunque durante mucho tiempo estuvo asociado con la ingeniería y la artillería, el primer mando independiente de Gillmore llegó a la cabeza de una expedición de caballería contra el general confederado John Pegram. Gillmore derrotó a los confederados en la batalla de Somerset, para la cual se le dio un ascenso (militar) a coronel en el ejército de los Estados Unidos.

### Regreso al Departamento del Sur
Gillmore fue asignado para reemplazar al Mayor General Ormsby M. Mitchel a cargo del X Cuerpo después de la muerte de ese oficial a causa de la fiebre amarilla. Además, Gillmore comandó el Departamento del Sur, formado por Las Carolinas, Georgia y Florida, con sede en Hilton Head, desde el 12 de junio de 1863 hasta el 1 de mayo de 1864. Bajo su dirección, el ejército construyó dos fuertes de tierra en las costas de Carolina del Sur, Fort Mitchel y Fort Holbrook, situadas en la zona de Spanish Wells cerca de Hilton Head Island.
Luego volvió su atención hacia Charleston, Carolina del Sur. Inicialmente exitoso en un ataque en el extremo sur de Morris Island el 10 de julio, Gillmore tenía suficiente confianza para asaltar el Fuerte Wagner en el extremo norte de la isla. Al día siguiente lanzó el primer ataque al Fuerte Wagner, que fue derrotado. Reunió una fuerza de asalto más grande y con la ayuda de la flota naval de John A. Dahlgren planeó un segundo ataque. El 18 de julio de 1863, las tropas de Gillmore fueron rechazadas con fuertes pérdidas en la Segunda Batalla de Fort Wagner. El comandante de división de Gillmore, el general Truman Seymour, resultó herido y dos comandantes de brigada, George Crockett Strong y Haldimand S. Putnam, murieron en el ataque.

### El ángel del pantano

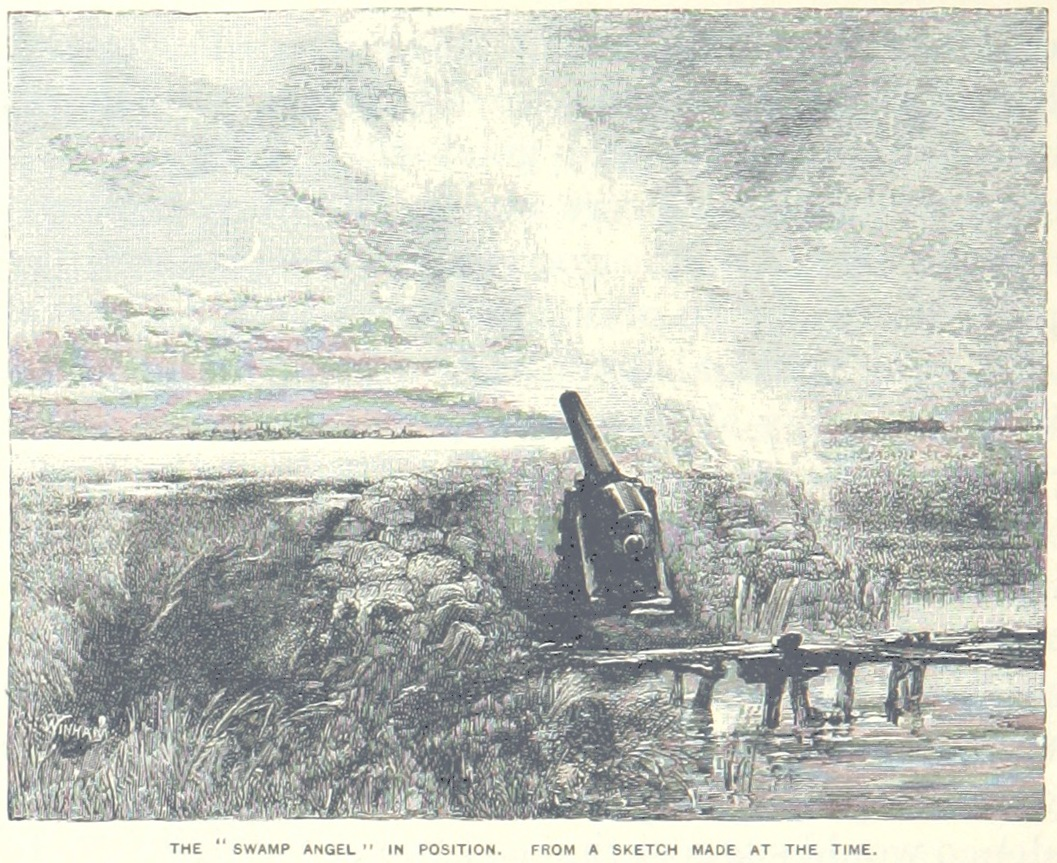
The Swamp Angel

Gillmore decidió realizar operaciones de asedio para capturar Fort Wagner utilizando tecnología innovadora como el cañón Requa y el foco reflector de calcio para cegar a los oponentes durante los esfuerzos de excavación. También implantó un enorme cañón estriado Parrott, apodado el "Swamp Angel", que disparó proyectiles de 200 libras a la ciudad de Charleston. A pesar del terreno pantanoso, las tropas de la Unión pudieron avanzar hacia Fort Wagner. Mientras tanto, la artillería de Gillmore derribó el Fuerte Sumter. El 7 de septiembre, las fuerzas de Gillmore capturaron el fuerte Wagner.
En febrero de 1864, Gillmore envió tropas a Florida bajo el mando del general Truman Seymour. A pesar de las órdenes de Gillmore de no avanzar hacia el interior del estado, el general Seymour avanzó hacia Tallahassee, la capital, y libró la batalla más grande de Florida, la batalla de Olustee, que resultó en una derrota de la Unión.

### Virginia y WashingtonD.C.
A principios de mayo, Gillmore y el X Corps fueron transferidos al ejército del James y enviados a Virginia. Participaron en las operaciones Bermuda Hundred y desempeñaron un papel principal en la desastrosa acción de Drewry's Bluff. Gillmore se enemistó abiertamente con su superior, Benjamin F. Butler, a causa de la derrota. Gillmore pidió la reasignación dirigiéndose a Washington, D.C.. En julio de 1864, Gillmore ayudó a organizar a los nuevos reclutas y a los inválidos en una fuerza de 20.000 hombres para ayudar a proteger la ciudad de la amenaza de 10.000 confederados bajo Jubal A. Early, que habían llegado a las defensas exteriores de la capital de la Unión. Los refuerzos federales de la costa del Golfo estaban siendo transferidos hacia el Este en ese momento y Gillmore fue puesto al mando de un destacamento del XIX Cuerpo que había sido rápidamente desviado a la defensa de la capital en la batalla de Fort Stevens.

### Fin de la guerra
Con la amenaza a Washington finalizada, el XIX Cuerpo fue transferido al Ejército del Shenandoah y Gillmore fue reasignado al Teatro Occidental como inspector de fortificaciones militares. Cuando la guerra estaba llegando a su fin, fue reasignado al mando del Departamento del Sur por última vez y estaba al mando cuando Charleston y Fort Sumter fueron finalmente entregados a las fuerzas de la Unión. Recibió ascensos a General de Brigada y General de División en el Ejército de los Estados Unidos por la campaña contra Battery Wagner, Morris Island y Fort Sumter fechada el 13 de marzo de 1865.
Terminada la guerra, renunció al ejército de voluntarios el 5 de diciembre de 1865.

## Carrera Postguerra
Gillmore regresó a Nueva York después de la guerra. Allí se convirtió en un destacado ingeniero civil, autor de varios libros y artículos sobre materiales estructurales, incluyendo el cemento. Gillmore sirvió en la Comisión de Tránsito Rápido de la ciudad que planificó trenes elevados y transporte público masivo, y dirigió los esfuerzos para mejorar las defensas del puerto y de la costa. Socialmente, fue un miembro prominente del Club Universitario de Nueva York.
Gillmore también realizó trabajos de ingeniería en otras áreas. Estuvo involucrado en la reconstrucción de fortificaciones a lo largo de la costa atlántica (incluyendo algunas que había participado en destruir durante la guerra).
Después de la muerte de la primera esposa de Gillmore, se casó con la viuda del exgeneral confederado Braxton Bragg después de la muerte de este en Nueva Orleáns en 1876.
El general Gillmore murió en Brooklyn, Nueva York, a la edad de 63 años. Su hijo y su nieto, ambos también llamados Quincy Gillmore, también fueron generales en el Ejército de los Estados Unidos.